# Parironus keiensis
Parironus keiensis är en rundmaskart som beskrevs av Heinrich Micoletzky 1030. Parironus keiensis ingår i släktet Parironus och familjen Ironidae. Inga underarter finns listade i Catalogue of Life.